# ボストン包囲戦
ボストン包囲戦（ボストンほういせん、英: Siege of Boston、1775年4月19日 - 1776年3月17日）は、アメリカ独立戦争の開戦直後に大陸軍がボストンを包囲し、イギリス軍の動きを封じ込めた包囲戦である。包囲としては部分的なものであったが、大陸軍を組織化し13植民地の結束を高めるために重要な役割を果たした。アメリカ、イギリス双方とも当事者達の態度と性格を形作る切っ掛けとなった。包囲戦中の大きな戦闘はバンカーヒルの戦いのみである。

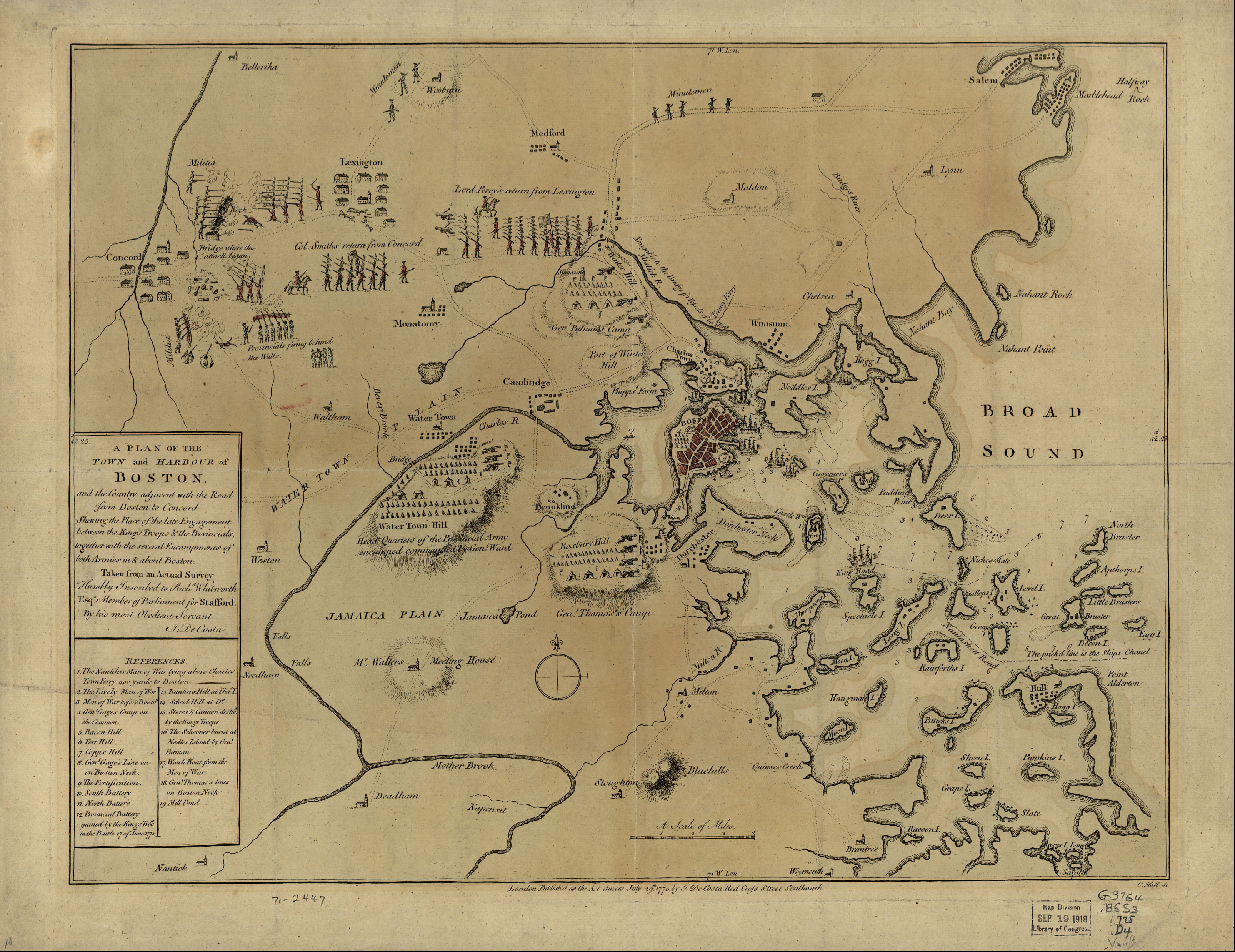
レキシントン・コンコードの戦いとボストン包囲戦を表す1775年の地図。（一部不正確なところがある）

## 初期の経過
包囲は1775年4月19日のレキシントン・コンコードの戦いの終わった夜に始まった。アメリカ植民地兵（このときはまだ大陸軍は結成されていない）がイギリス軍をボストン市内に追い込み、ボストン市が位置する半島の付け根を占領した。
最初は、マサチューセッツ民兵の指揮官アートマス・ウォード将軍が包囲戦の指揮を執った。ウォードは作戦本部をケンブリッジに置き、部隊を分けて、チャールズタウン・ネック、ロクスベリー、ドーチェスター高地に配置した。この時のアメリカ植民地兵は6,000名から8,000名であり、対するイギリス軍はトマス・ゲイジ将軍に率いられる約4,000名の正規兵であった。
伝統的な言葉の定義に従えば、イギリス軍は「包囲」されていなかった。港をイギリス海軍が支配しており、補給物資は船で運ばれ陸揚げされた。それにもかかわらず、ボストンの町と軍隊は食料が不足し、物価が急速に跳ね上がった。もう一つ重要なことは、アメリカ植民地軍が市内で起こっていることについて大方の情報を掴んでいたことに対し、ゲイジの方は「反乱軍」に関する有効な情報を得られなかったことである。
5月10日、ニューヨーク植民地北部にあるイギリス軍のタイコンデロガ砦を、アメリカ植民地軍のイーサン・アレンとベネディクト・アーノルドが陥れ、大量の大砲と火薬を手に入れた。このことが後のボストン包囲戦の結果に大きな影響を及ぼすことになった。
5月10日は、第二次大陸会議がフィラデルフィアで初めて開催された日でもあり、イギリス軍に対する独立革命の継続と、ボストン包囲軍に対する支援についての議論を始めた。

## バンカーヒルの戦い
5月25日、ゲイジは約4,500名の増援部隊と3人の将軍、ウィリアム・ハウ、ジョン・バーゴイン、ヘンリー・クリントン各少将を迎えた。ゲイジは活路を開く作戦を立て始めた。
6月14日、大陸会議の決議でアメリカ植民地軍（大陸軍）が正式に組織化され、翌日ジョージ・ワシントンが総司令官に指名された。6月15日、大陸会議の安全委員会は、イギリス軍がドーチェスター高地とチャールズタウンの基地を攻撃する計画でいることを察知した。委員会はウォード将軍に伝令を送り、バンカーヒルなどの高台で防御を固めるよう指示した。ウォードはイズラエル・パットナム将軍とウィリアム・プレスコット大佐にバンカーヒルの防衛を命じた。
6月17日に行われたバンカーヒルの戦いの結果、ハウ将軍の指揮したイギリス軍がチャールズタウン半島を抑えた。イギリス軍は目的を果たしたが、ボストン包囲を破ることまではできなかった。大陸軍は半島の付け根をまだ抑えていた。イギリス軍は約1,000名の死傷者が出て、それ以降の大陸軍に対する攻撃を控えるようになった。包囲戦は手詰まり状態となった。

## 膠着状態

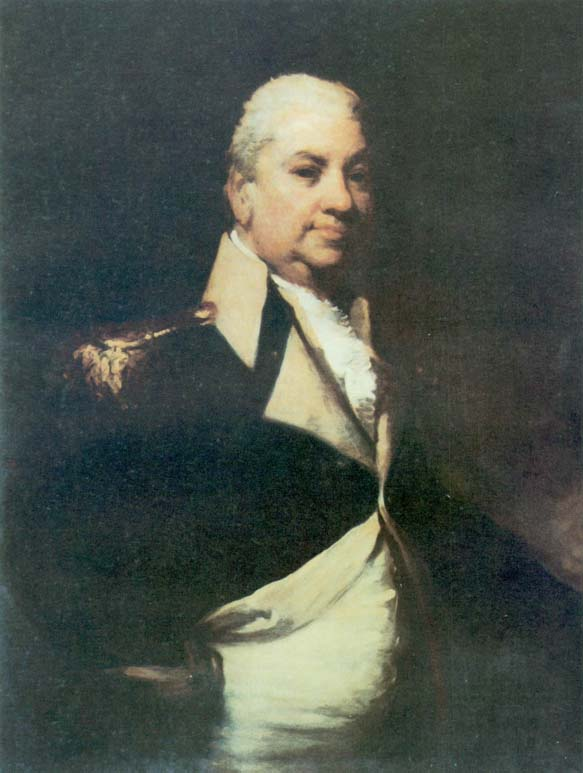
ヘンリー・ノックス

7月3日、ワシントンが到着し結成されたばかりの大陸軍の指揮に就いた。兵士や補給物資が遠くメリーランドからも送られてきた。塹壕がドーチェスター・ネックに掘られ、ボストンの方向に拡張された。ワシントンはイギリス軍が兵を引いていたチャールズタウン半島のバンカーヒルとブリーヅヒルを占領させた。しかし、この行動もイギリス軍との睨み合いに何の変化ももたらさなかった。
膠着状態の打破と、包囲戦に倦んできた兵士に対する対策を兼ねて、カナダ侵攻作戦が計画され、8月16日第1遠征隊が西側ルートから、9月25日第2遠征隊が東側ルートから発進した。このカナダ遠征の結果は、大陸軍の損失の他に何の成果も得られないままに、1776年秋に終了した。
その後何の変化もなかったが、ヘンリー・ノックスがワシントンに、タイコンデロガ砦で捕獲した大砲を持ってくれば戦局を変えられると提案した。ワシントンはノックスを大佐に任命し、大砲移送の任務を与えた。その移送は牛に曳かせたソリを使い、経路はタイコンデロガ砦を出てハドソン川の西岸を下ってオールバニーに至り、そこで川を渡って東に進んでバークシャーを経由してボストンに入るものだった。総延長は約300マイル (480 km)あり、12月5日に出発して56日間を要した。1日あたりの平均行程は5.4マイル (8.6 km)、つまり普通の徒歩行程ならば2時間で着く距離を1日かけて進んだことになる。総重量60トンにもなる大砲を載せたソリで凍りついたコネチカット川を渡ったこともあった。1776年1月24日にケンブリッジに帰還した。

## ドーチェスター高地の要塞化

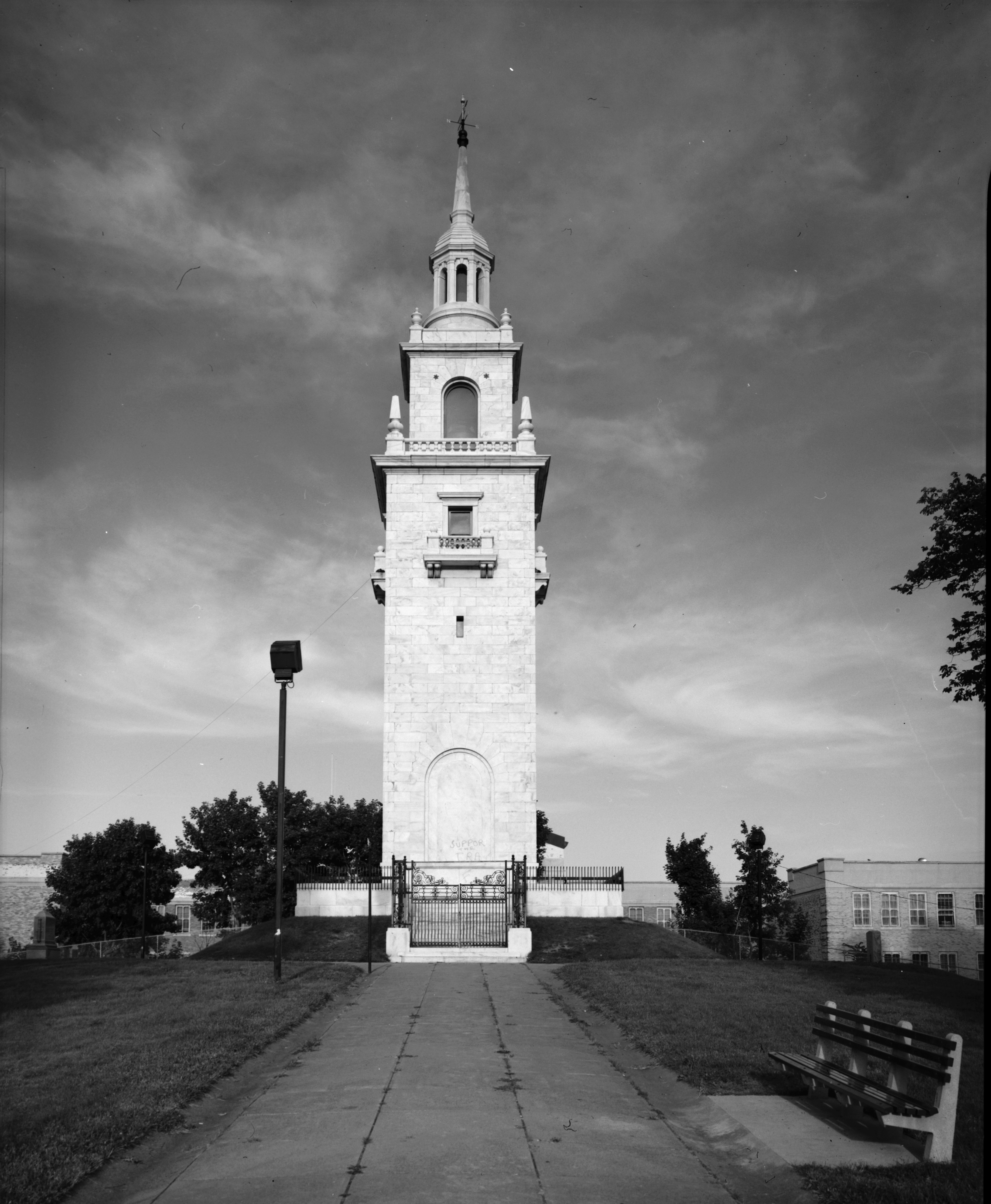
ドーチェスター高地の記念碑

数週間後の3月5日、ワシントンは1夜のうちに59門の大砲と数千の兵士を、ボストンを臨むドーチェスター高地に配置するという離れ業をやってのけた。ワシントンは、この日がボストン虐殺事件の起こった日（1770年）であることを告げ、兵士を励ました。冬の最中のことであり、ドーチェスター高地の凍った土を掘ることができなかったので塹壕は掘らず、兵士は丸太や大枝など手に入るあらゆる物を使って砦を造り上げた。ゲイジ将軍はワシントンの砦を見て、自軍だったらそれを作るために何週間も要するだろうと思った。ハウ将軍は砦への攻撃を命じたが、その日は吹雪のために思い留まった。雪が晴れた後、ハウの副官が正面攻撃をやる愚かさを主張したので、ハウはバンカーヒルの戦いでの損害を思い起こし、攻撃を止めた。イギリス艦隊はそれまで貴重な存在であったが、水深の浅い港に停泊していて操船が限られているうえに、大陸軍の大砲がドーチェスター高地から艦隊に向けられていては、もはやその価値を失っていた。

## ボストンの解放
イギリス軍はワシントンに文書を送った。それは、イギリス軍がボストン市を明け渡し、抵抗無く撤退を許されるのであれば、町を破壊しないというものであった。ワシントンは同意し、1776年3月17日、イギリス軍は船でノバ・スコシアのハリファックスに向けて撤退した。ボストン包囲戦は終り、アメリカ植民地の士気が上がった。民兵達は帰郷し、4月、ワシントンは大陸軍の主力を率いてニューヨーク防衛に向かった。

## 逸話
ワシントンはタイコンデロガ砦で得た大砲をボストン港のイギリス艦隊に向けて、いつでも砲弾を発射できるかのように据えたが、実際には砲弾や火薬がほとんど無かった。ワシントンはこけおどしで革命勃発の地の成功を勝ち取った。
1901年以降、マサチューセッツ州サフォーク郡は3月17日を解放記念日として休日にし、祝ってきた。

## 関連事項
- アメリカ独立戦争
- ボストン方面作戦
- バンカーヒルの戦い